# 66e cérémonie des Primetime Emmy Awards
La 66e cérémonie des Primetime Emmy Awards (ou « Emmys »), organisée par l'Academy of Television Arts and Sciences, a eu lieu le 25 août 2014 au Nokia Theatre de Los Angeles et a récompensé les meilleurs programmes télévisés diffusés en primetime au cours de la saison 2013-2014 (du 1er juin 2013 au 31 mai 2014) sur les réseaux publics et câblés américains. Elle est diffusée sur NBC et présentée par Seth Meyers. En France, la cérémonie était retransmise sur la chaîne Sérieclub.
Les nominations ont été annoncées le 10 juillet 2014. La cérémonie récompensant les techniciens de la télévision, les Creative Arts Primetime Emmy Awards, a eu lieu le 16 août 2014.

## Présentateurs et intervenants

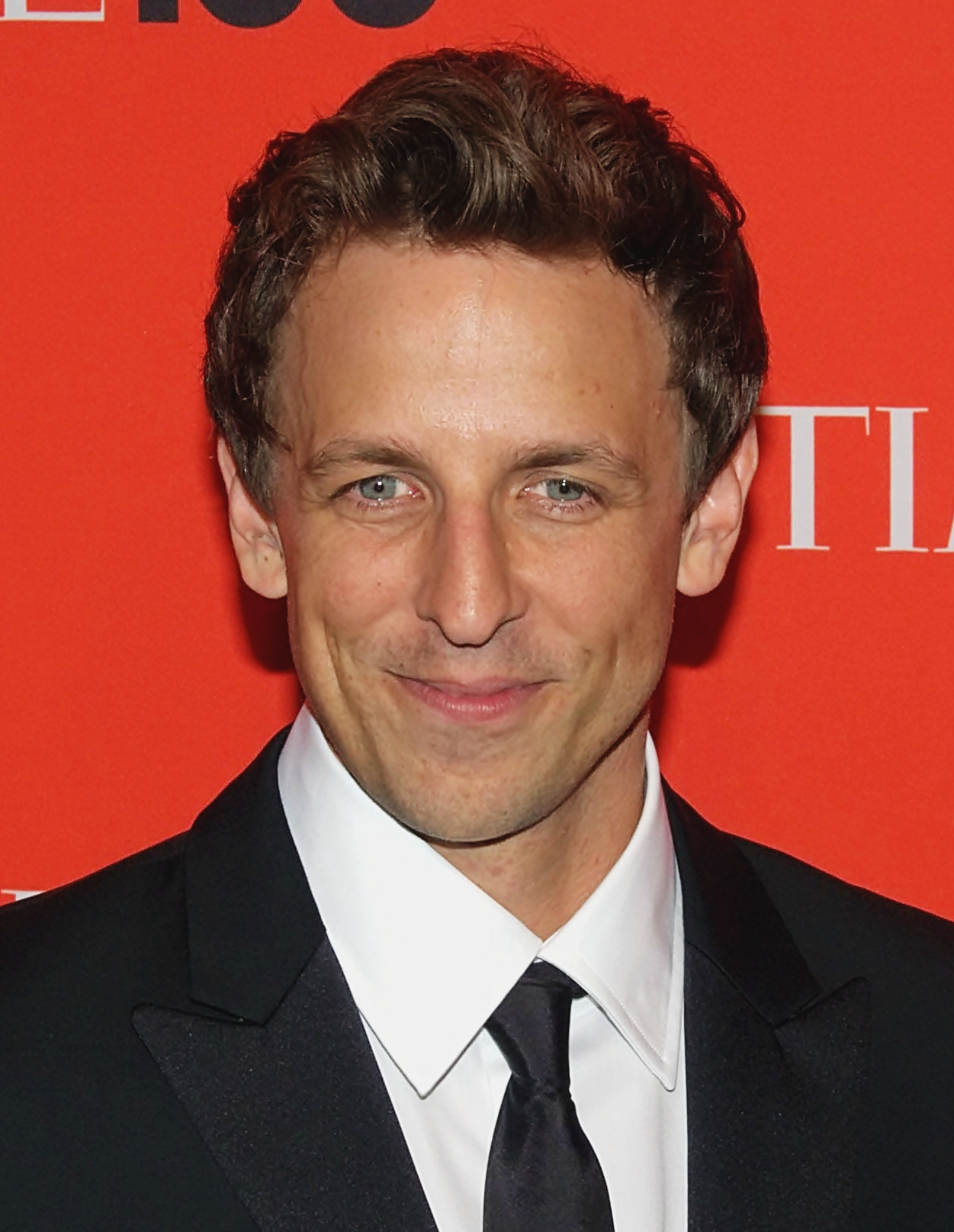
Seth Meyers.

- Seth Meyers, hôte de la cérémonie

Présentateurs
- Uzo Aduba
- Scott Bakula
- Halle Berry
- Stephen Colbert
- Bryan Cranston
- Billy Crystal
- Viola Davis
- Zooey Deschanel
- Julia Louis-Dreyfus
- Jimmy Fallon
- Ricky Gervais
- Chris Hardwick
- Woody Harrelson
- Lena Headey
- Katherine Heigl
- Mindy Kaling
- Keegan-Michael Key
- Jimmy Kimmel
- Adam Levine
- Lucy Liu
- Julianna Margulies
- Matthew McConaughey
- Debra Messing
- Joe Morton
- John Mulaney
- Hayden Panettiere
- Jim Parsons
- Jordan Peele
- Amy Poehler
- Julia Roberts
- Andy Samberg
- Liev Schreiber
- Gwen Stefani
- Sofía Vergara
- Kate Walsh
- Kerry Washington
- Allison Williams[3]

## Palmarès
Note : Les lauréats sont indiqués ci-dessous en premier de chaque catégorie et en gras. Le symbole « ♕ » rappelle le gagnant de l'année précédente (dans le cas d'une nouvelle nomination).

### Séries dramatiques

#### Meilleure série dramatique
- Breaking Bad (AMC) ♕
  - Downton Abbey (PBS)
  - Game of Thrones (HBO)
  - House of Cards (Netflix)
  - Mad Men (AMC)
  - True Detective (HBO)

#### Meilleur acteur
- Bryan Cranston pour le rôle de Walter White dans Breaking Bad
  - Jeff Daniels pour le rôle de Will McAvoy dans The Newsroom ♕
  - Jon Hamm pour le rôle de Don Draper dans Mad Men
  - Woody Harrelson pour le rôle de Martin Hart dans True Detective
  - Kevin Spacey pour le rôle de Francis Underwood dans House of Cards
  - Matthew McConaughey pour le rôle de Rust Cohle dans True Detective

#### Meilleure actrice
- Julianna Margulies pour le rôle d'Alicia Florrick dans The Good Wife
  - Claire Danes pour le rôle de Carrie Mathison dans Homeland ♕
  - Michelle Dockery pour le rôle de Lady Mary Crawley dans Downton Abbey
  - Lizzy Caplan pour le rôle de Virginia Johnson dans Masters of Sex
  - Kerry Washington pour le rôle d'Olivia Carolyn Pope dans Scandal
  - Robin Wright pour le rôle de Claire Underwood dans House of Cards

#### Meilleur acteur dans un second rôle
- Aaron Paul pour le rôle de Jesse Pinkman dans Breaking Bad
  - Jim Carter pour le rôle de M. Carson dans Downton Abbey
  - Josh Charles pour le rôle de Will Gardner dans The Good Wife
  - Peter Dinklage pour le rôle de Tyrion Lannister dans Game of Thrones
  - Mandy Patinkin pour le rôle de Saul Berenson dans Homeland
  - Jon Voight pour le rôle de Mickey Donovan dans Ray Donovan

#### Meilleure actrice dans un second rôle
- Anna Gunn pour le rôle de Skyler White dans Breaking Bad ♕
  - Christine Baranski pour le rôle de Diane Lockhart dans The Good Wife
  - Joanne Froggatt pour le rôle d'Anna Bates dans Downton Abbey
  - Lena Headey pour le rôle de Cersei Lannister dans Game of Thrones
  - Christina Hendricks pour le rôle de Joan Harris dans Mad Men
  - Maggie Smith pour le rôle de Violet, comtesse douairière de Grantham dans Downton Abbey

#### Meilleure réalisation
- True Detective – Cary Joji Fukunaga pour l'épisode Who Goes There
  - Boardwalk Empire – Timothy Van Patten pour l'épisode Farewell Daddy Blues
  - Breaking Bad – Vince Gilligan pour l'épisode Felina
  - Downton Abbey – David Evans pour l'épisode Episode One
  - Game of Thrones – Neil Marshall pour l'épisode The Watchers on the Wall
  - House of Cards – Carl Franklin pour l'épisode Chapter 14

#### Meilleur scénario
- Breaking Bad – Moira Walley-Beckett pour l'épisode Ozymandias
  - Breaking Bad – Vince Gilligan pour l'épisode Felina
  - Game of Thrones – David Benioff et D. B. Weiss pour l'épisode The Children
  - House of Cards – Beau Willimon pour l'épisode Chapter 14
  - True Detective – Nic Pizzolatto pour l'épisode The Secret Fate of All Life

### Séries comiques

#### Meilleure série comique
- Modern Family (ABC) ♕
  - The Big Bang Theory (CBS)
  - Louie (FX)
  - Orange Is the New Black (Netflix)
  - Silicon Valley (HBO)
  - Veep (HBO)

#### Meilleur acteur
- Jim Parsons pour le rôle de Sheldon Cooper dans The Big Bang Theory ♕
  - Louis C.K. pour le rôle de Louie dans Louie
  - Don Cheadle pour le rôle de Marty Kaan dans House of Lies
  - Ricky Gervais pour le rôle de Derek dans Derek
  - Matt LeBlanc pour son propre rôle dans Episodes
  - William H. Macy pour le rôle de Frank Gallagher dans Shameless

#### Meilleure actrice
- Julia Louis-Dreyfus pour le rôle de Selina Meyer dans Veep ♕
  - Lena Dunham pour le rôle de Hannah Horvath dans Girls
  - Edie Falco pour le rôle de Jackie Peyton dans Nurse Jackie
  - Melissa McCarthy pour le rôle de Molly Flynn dans Mike and Molly
  - Amy Poehler pour le rôle de Leslie Knope dans Parks and Recreation
  - Taylor Schilling pour le rôle de Piper Chapman dans Orange Is the New Black

#### Meilleur acteur dans un second rôle
- Ty Burrell pour le rôle de Phil Dumphy dans Modern Family
  - Fred Armisen pour plusieurs personnages dans Portlandia
  - Andre Braugher pour le rôle du capitaine Ray Holt dans Brooklyn Nine-Nine
  - Adam Driver pour le rôle d'Adam Sackler dans Girls
  - Tony Hale pour le rôle de Gary Walsh dans Veep ♕
  - Jesse Tyler Ferguson pour le rôle de Mitchell Pritchett dans Modern Family

#### Meilleure actrice dans un second rôle
- Allison Janney pour le rôle de Bonnie dans Mom
  - Mayim Bialik pour le rôle d'Amy Farrah Fowler dans The Big Bang Theory
  - Julie Bowen pour le rôle de Claire Dumphy dans Modern Family
  - Anna Chlumsky pour le rôle d'Amy Brookheimer dans Veep
  - Kate McKinnon pour plusieurs personnages dans Saturday Night Live
  - Kate Mulgrew pour le rôle de Galina 'Red' Reznikov dans Orange Is the New Black

#### Meilleure réalisation
- Modern Family – Gail Mancuso pour l'épisode Las Vegas ♕
  - Episodes – Iain B. MacDonald pour l'épisode Episode Nine
  - Glee – Paris Barclay pour l'épisode 100
  - Louie – Louis C.K. pour l'épisode Elevator, Part 6
  - Orange Is the New Black – Jodie Foster pour l'épisode Lesbian Request Denied
  - Silicon Valley – Mike Judge pour l'épisode Minimum Viable Product

#### Meilleur scénario
- Louie – Louis C.K. pour l'épisode So Did the Fat Lady
  - Episodes – David Crane et Jeffrey Klarik pour l'épisode Episode Five
  - Orange Is the New Black – Liz Friedman et Jenji Kohan pour l'épisode I Wasn't Ready
  - Silicon Valley – Alec Berg pour l'épisode Optimal Tip-to-Tip Efficiency
  - Veep – Simon Blackwell, Armando Iannucci et Tony Roche pour l'épisode Special Relationship

### Mini-séries et téléfilms

#### Meilleure mini-série
- Fargo (FX)
  - American Horror Story: Coven (FX)
  - Bonnie and Clyde: Dead and Alive (A&E)
  - Luther (BBC America)
  - Treme (HBO)
  - The White Queen (Starz)

#### Meilleur téléfilm
- The Normal Heart (HBO)
  - Muhammad Ali's Greatest Fight (HBO)
  - Killing Kennedy (National Geographic)
  - Sherlock: His Last Vow (PBS)
  - The Trip to Bountiful (Lifetime)

#### Meilleur acteur
- Benedict Cumberbatch pour le rôle de Sherlock Holmes dans Sherlock : Son dernier coup d'éclat (His Last Vow)
  - Billy Bob Thornton pour le rôle de Lorne Malvo dans Fargo
  - Chiwetel Ejiofor pour le rôle de Louis Lester dans Dancing on the Edge
  - Idris Elba pour le rôle de John Luther dans Luther
  - Martin Freeman pour le rôle de Lester Nygaard dans Fargo
  - Mark Ruffalo pour le rôle de Ned Weeks dans The Normal Heart

#### Meilleure actrice
- Jessica Lange pour le rôle de Fiona Goode dans American Horror Story: Coven
  - Helena Bonham Carter pour le rôle de Elizabeth Taylor dans Liz Taylor et Richard Burton : Les Amants terribles
  - Minnie Driver pour le rôle de Maggie Royal dans Return to Zero
  - Sarah Paulson pour le rôle de Cordelia Goode Foxx dans American Horror Story: Coven
  - Cicely Tyson pour le rôle de Mrs. Carrie Watts dans The Trip to Bountiful
  - Kristen Wiig pour le rôle de Cynthia Morehouse dans The Spoils of Babylon

#### Meilleur acteur dans un second rôle
- Martin Freeman pour le rôle de John Watson dans Sherlock : Son dernier coup d'éclat (His Last Vow)
  - Matthew Bomer pour le rôle de Felix Turner dans The Normal Heart
  - Colin Hanks pour le rôle de Gus Grimly dans Fargo
  - Joe Mantello pour le rôle de Mickey Marcus dans The Normal Heart
  - Alfred Molina pour le rôle de Ben Weeks dans The Normal Heart
  - Jim Parsons pour le rôle de Tommy Boatwright dans The Normal Heart

#### Meilleure actrice dans un second rôle
- Kathy Bates pour le rôle de Delphine LaLaurie dans American Horror Story: Coven
  - Ellen Burstyn pour le rôle d'Olivia Foxworth dans Flowers in the Attic
  - Angela Bassett pour le rôle de Marie Laveau dans American Horror Story: Coven
  - Frances Conroy pour le rôle de Myrtle Snow dans American Horror Story: Coven
  - Julia Roberts pour le rôle du Dr Emma Brookner dans The Normal Heart
  - Allison Tolman pour le rôle de Molly Solverson dans Fargo

#### Meilleure réalisation
- Fargo – Colin Bucksey pour l'épisode Buridan's Ass
  - American Horror Story: Coven – Alfonso Gomez-Rejon pour l'épisode Bitchcraft
  - Fargo – Adam Bernstein pour l'épisode The Crocodile's Dilemma
  - Muhammad Ali's Greatest Fight – Stephen Frears
  - The Normal Heart – Ryan Murphy
  - Sherlock: His Last Vow – Nick Hurran

#### Meilleur scénario
- Sherlock : Son dernier coup d'éclat (His Last Vow) – Steven Moffat
  - American Horror Story: Coven – Brad Falchuk pour l'épisode Bitchcraft
  - Fargo – Noah Hawley pour l'épisode The Crocodile's Dilemma
  - Luther – Neil Cross
  - The Normal Heart – Larry Kramer
  - Treme – David Simon et Eric Overmyer pour l'épisode ..To Miss New Orleans

### Émissions de divertissement et téléréalité

#### Meilleure émission de divertissement
- The Colbert Report (Comedy Central) ♕
  - The Daily Show with Jon Stewart (Comedy Central)
  - Jimmy Kimmel Live! (ABC)
  - Real Time with Bill Maher (HBO)
  - Saturday Night Live (NBC)
  - The Tonight Show Starring Jimmy Fallon (NBC)

#### Meilleure réalisation pour un special
- 67th Tony Awards – Glenn Weiss
  - The Beatles: The Night That Changed America – Gregg Gelfand
  - 86th Academy Awards – Hamish Hamilton
  - The Kennedy Center Honors – Louis J. Horvitz
  - Six by Sondheim – James Lapine
  - The Sound of Music Live! – Beth McCarthy-Miller et Rob Ashford (en)

#### Meilleur scénario pour un special
- Sarah Silverman: We Are Miracles
  - 67th Tony Awards
  - 71st Golden Globes
  - The Beatles: The Night That Changed America
  - Billy Crystal: 700 Sundays

#### Meilleur jeu de téléréalité
- The Amazing Race (CBS)
  - Dancing with the Stars (ABC)
  - Project Runway (Lifetime)
  - Tu crois que tu sais danser (FOX)
  - Top Chef (Bravo)
  - The Voice (NBC) ♕

## Primetime Creative Arts Emmy Awards
Les Creative Arts Emmy Awards récompensent les techniciens de la télévision. Ils sont célébrés au cours d'une cérémonie séparée, se déroulant le 16 août 2014. Parmi les dizaines de catégories, on peut citer :

### Acteurs invités

#### Meilleur acteur invité dans une série dramatique
- Joe Morton pour le rôle de Rowan Pope dans Scandal
  - Dylan Baker pour le rôle de Colin Sweeney dans The Good Wife
  - Beau Bridges pour le rôle de Barton Scully dans Masters of Sex
  - Reg E. Cathey pour le rôle de Freddy dans House of Cards
  - Paul Giamatti pour le rôle de Harold Levinson dans Downton Abbey
  - Robert Morse pour le rôle de Bertram Cooper dans Mad Men

#### Meilleure actrice invitée dans une série dramatique
- Allison Janney pour le rôle de Margaret Scully dans Masters of Sex
  - Kate Burton pour le rôle de Sally Langston dans Scandal
  - Jane Fonda pour le rôle de Leona Lansing dans The Newsroom
  - Kate Mara pour le rôle de Zoe Barnes dans House of Cards
  - Margo Martindale pour le rôle de Claudia dans The Americans
  - Diana Rigg pour le rôle d'Olenna Tyrell dans Game of Thrones

#### Meilleur acteur invité dans une série comique
- Jimmy Fallon pour plusieurs personnages dans Saturday Night Live
  - Steve Buscemi pour le rôle de Marty dans Portlandia
  - Louis C.K. pour plusieurs personnages dans Saturday Night Live
  - Gary Cole pour le rôle de Kent Davison dans Veep
  - Nathan Lane pour le rôle de Pepper Saltzman dans Modern Family
  - Bob Newhart pour les rôles d'Arthur Jeffries et du professeur Proton dans The Big Bang Theory ♕

#### Meilleure actrice invitée dans une série comique
- Uzo Aduba pour le rôle de Suzanne 'Crazy Eyes' Warren dans Orange Is the New Black
  - Laverne Cox pour le rôle de Sophia Burset dans Orange Is the New Black
  - Joan Cusack pour le rôle de Sheila Jackson dans Shameless
  - Tina Fey pour plusieurs personnages dans Saturday Night Live
  - Natasha Lyonne pour le rôle de Nicky Nichols dans Orange Is the New Black
  - Melissa McCarthy pour plusieurs personnages dans Saturday Night Live

### Émissions de divertissement

#### Meilleure réalisation
- Saturday Night Live – Don Roy King ♕
  - The Colbert Report – James Hoskinson
  - The Daily Show with Jon Stewart – Chuck O'Neil
  - The Tonight Show Starring Jimmy Fallon – Dave Diomedi
  - Portlandia – Jonathan Krisel

#### Meilleur scénario
- The Colbert Report – Opus Moreschi, Stephen Colbert, Tom Purcell, Richard Dahm, Barry Julien, Michael Brumm, Rob Dubbin, Jay Katsir, Frank Lesser, Glenn Eichler, Meredith Scardino, Max Werner, Eric Drysdale, Paul Dinello, Nate Charny, Sam Kim, Aaron Cohen, Gabe Gronli, Matt Lappin ♕
  - The Daily Show with Jon Stewart – Elliott Kalan, Tim Carvell, Steve Bodow, Dan Amira, Travon Free, Hallie Haglund, JR Havlan, Matt Koff, Dan McCoy, Jo Miller, Zhubin Parang, Daniel Radosh, Lauren Sarver, Jon Stewart, Rory Albanese
  - Inside Amy Schumer – Jessi Klein, Amy Schumer, Emily Altman, Jeremy Beiler, Neil Casey, Kurt Metzger, Kyle Dunnigan, Christine Nangle, Daniel Powell
  - Key & Peele – Jay Martel, Ian Roberts, Jordan Peele, Keegan-Michael Key, Alex Rubens, Rebecca Drysdale, Colton Dunn, Rich Talarico, Charlie Sanders
  - Portlandia – Fred Armisen, Carrie Brownstein, Jonathan Krisel, Graham Wagner, Karey Dornetto
  - The Tonight Show Starring Jimmy Fallon – AD Miles, Patrick Borelli, Gerard Bradford, Luke Cunningham, Mike DiCenzo, Mike Drucker, Jess Dweck, Dicky Eagan, Jimmy Fallon, John Haskel, Josh Lieb, Arthur Meyer, Chase Mitchell, Dan Opsal, Gavin Purcell, Jon Rineman, Albertina Ross, Jason Ross, David Young, Michael Jann

## Statistiques

### Nominations multiples
Programmes
9 : The Normal Heart
8 : American Horror Story: Coven, Fargo
7 : Breaking Bad
6 : Downton Abbey
5 : Game of Thrones, House of Cards, Modern Family, Orange Is the New Black, True Detective, Sherlock, Veep
4 : Louie
3 : The Big Bang Theory, Episodes, The Good Wife, Luther, Mad Men, Silicon Valley
2 : Girls, Homeland, Muhammad Ali's Greatest Fight, Treme, The Trip to Bountiful
Réseaux
36 : HBO
19 : FX
11 : Netflix, PBS
10 : AMC
9 :  CBS
8 :  ABC, Comedy Central, NBC
5 :  Lifetime
4 :  BBC America, IFC
3 :  Fox
Personnalités
4 : Louis C.K. (dont 1 Creative Arts Emmy)
2 : Fred Armisen, Martin Freeman, Allison Janney (dont 1 Creative Arts Emmy)

### Récompenses multiples
5 / 7 : Breaking Bad
3 / 5 : Modern Family, Sherlock
2 / 8 : American Horror Story: Coven et Fargo

### Les grands perdants
1 / 9 : The Normal Heart
0 / 6 : Downton Abbey
1 / 5 : True Detective
0 / 5 : Game of Thrones